# 테바인
테바인(Thebaine)은 아편제 알칼로이드이다. 이 이름은 상이집트의 고대도시 테베(그리스어 Θῆβαι)에서 기원한다. 아편의 사소한 성분인 테바인은 화학적으로 모르핀과 코데인과 유사하지만 우울증 효과를 주기보다는 자극적이다. 많은 양을 복용하면 스트리크닌 중독과 비슷한 경련을 일으킨다.

## 합성

### 연구
테바인은 GMO 대장균에 의해 생성됨이 밝혀졌다.